# HD 61035
HD 61035，又名BD+24 1727，SAO 79562、HR 2926，是一颗恒星，视星等为6.27，位于銀經195.34，銀緯20.64，其B1900.0坐标为赤經7h 32m 11.3s，赤緯+24° 20.64′ 5″。